# Marc Cucurella
Marc Cucurella Saseta (Alella, 1998. július 22. –) profi spanyol labdarúgó, a Premier Leagueben szereplő Chelsea, és a spanyol válogatott játékosa.

## Pályafutása

### Korai évei
Barcelona tartományában született, Alellában. 2006-ban csatlakozott az Espanyol ifjúsági csapatához, ahonnan 2012-ben az FC Barcelona akadémiához csatlakozott.
A 2014/15-ös szezonban jutott fel a Juvenil B-ben, a következő idényben pedig a Juvenil A csapatába, ahol szezon végén bajnokságot nyertek.

### Klubcsapatban

#### FC Barcelona/B
2016. november 26-án nevezték először, majd kezdőként lépett pályára a spanyol harmadosztályban, a CE L’Hospitalet elleni 4–0-s haza bajnokin. Mivel az idényt az első helyen zárták, így 6 mérkőzést játszott a Segunda Dívision B rájátszásában aminek köszönhetően feljutottak a másodosztályba.
2017. július 7-én meghosszabbítottak a kontraktusát 2021-ig, 12 millió eurós záradékkal.
A felnőtt csapatban 2017. október 24-én debütált a 83. percben a Real Murcia elleni Spanyol Kupa találkozón, Lucas Digne-t váltva.
Az első és egyben utolsó találatát a B-csapatban 2018. március 17-én szerezte, a Lorca FC elleni 1–1-s bajnoki találkozón.

#### SD Eibar
2018. augusztus 31-én vették kölcsön a katalán csapattól, a 2018/19-es idényre.
Ahol szeptember 15-én nevezték először az Atlético de Madrid elleni bajnokin. 10 nappal később mutatkozott be, az Espanyol elleni 1–0-ra elvesztett mérkőzésen.
November elején debütált a Spanyol Kupában a Sporting Gijón ellen, majd a december 6-i visszavágón szerezte első gólját az Eibar színeiben.
Az utolsó mérkőzésén a korábbi együttese elleni összecsapáson, jegyezte utolsó gólját a 2–2-s bajnokin.
Kölcsönlejárta után a baszkok kivásárolták a katalán klubból, de hetekkel később visszavásárolták 4 millió euróért.

#### Getafe
2019. július 18-án került kölcsönbe a madridi együtteshez a 2019/20-as szezonra, 6 millió eurós opciós joggal.
Először az első fordulóba nevezték kezdőként a csapatba, az Atlético de Madrid elleni 1–0-ra elvesztett bajnokin. Majd szeptember 19-én játszott először nemzetközi szinten az Európa Ligában, a török Trabzonspor együttesével a "C" csoportkör első fordulójában.
Az első gólját december 15-én szerezte, a Real Valladolid elleni 2–0-s bajnokin.
Június utolsó napján végleg kivásárolták a fent említett összegért az FC Barcelona kötelékéből.

#### Brighton & Hove Albion
2021. augusztus 31-én az angol Brighton & Hove Albion szerződtette öt évre.
Szeptember 11-én mutatkozott be kezdőként a Brentford FC elleni 0–1-s idegenbeli bajnokin.
Október 27-én lépett pályára először Ligakupa mérkőzésen a Leicester City ellen. A 69. percben csereként Haydon Roberts-et váltotta, majd a 71. percben Enock Mwepu-nak adott asszisztot.

#### Chelsea
2022. augusztus 5-én a Chelsea bejelentette a játékos leigazolását, 63 millió fontért. Ez a Brighton történetének legnagyobb bevétele volt egy igazolásból.
Egy nap múlva debütált a csapatban a 2022/23-as idény nyitófordulójában idegdnbeli környezetben az Everton FC elleni 1-0-ra nyert bajnokin, a 75. percben érkezett a pályára Kalidou Koulibaly helyett.
Szeptember 6-án karrierje során először lépett pályára a Bajnokok Ligájában,  a horvát Dinamo Zagreb vendégeként. A találkozó utolsó 19 percében Ben Chilwell-t váltotta.

### A válogatottban

#### Spanyolország
Összesen hét korosztályos-csapatban lépett pályára spanyol színekben. Részese volt a 2015-ös U17-es labdarúgó-Európa-bajnokságnak, ahol a negyeddöntőig jutottak.
A felnőttcsapatba először 2020. november 12-én hívták be, José Gayà helyett, a Nemzetek Ligája két mérkőzésére. 2021. június 8-án mutatkozott be, egy Litvánia elleni 4–0-s találkozón. Mivel a csapat egy-két játékosa pozitív koronavírustesztet produkált, így elővigyázatosságból az U21-es csapatot küldték ki a pályára.

## Statisztika

### Klub
2025. január 14-i állapot szerint.
| Klub                   | Szezon         | Bajnokság          | Bajnokság | Bajnokság | Kupa  | Kupa  | Ligakupa | Ligakupa | Európa | Európa | Egyéb | Egyéb | Összes | Összes |
| Klub                   | Szezon         | Liga               | Mérk.     | Gólok     | Mérk. | Gólok | Mérk.    | Gólok    | Mérk.  | Gólok  | Mérk. | Gólok | Mérk.  | Gólok  |
| ---------------------- | -------------- | ------------------ | --------- | --------- | ----- | ----- | -------- | -------- | ------ | ------ | ----- | ----- | ------ | ------ |
| Barcelona B            | 2016–17        | Segunda División B | 11        | 0         | —     | —     | —        | —        | —      | —      | 6     | 0     | 17     | 0      |
| Barcelona B            | 2017–18        | Segunda División   | 37        | 1         | —     | —     | —        | —        | —      | —      | —     | —     | 37     | 1      |
| Barcelona B            | Összesen       | Összesen           | 48        | 1         | —     | —     | —        | —        | —      | —      | 6     | 0     | 54     | 1      |
| Barcelona              | 2017–18        | La Liga            | 0         | 0         | 1     | 0     | —        | —        | 0      | 0      | —     | —     | 1      | 0      |
| Barcelona              | Összesen       | Összesen           | 0         | 0         | 1     | 0     | —        | —        | 0      | 0      | 0     | 0     | 1      | 0      |
| Eibar (kölcsön)        | 2018–19        | La Liga            | 31        | 1         | 2     | 1     | —        | —        | —      | —      | —     | —     | 33     | 2      |
| Eibar (kölcsön)        | Összesen       | Összesen           | 31        | 1         | 2     | 1     | —        | —        | 0      | 0      | 0     | 0     | 33     | 2      |
| Getafe (kölcsön)       | 2019–20        | La Liga            | 37        | 1         | 1     | 0     | —        | —        | 8      | 0      | —     | —     | 46     | 1      |
| Getafe                 | 2020–21        | La Liga            | 37        | 3         | 2     | 0     | —        | —        | —      | —      | —     | —     | 39     | 3      |
| Getafe                 | 2021–22        | La Liga            | 1         | 0         | —     | —     | —        | —        | —      | —      | —     | —     | 1      | 0      |
| Getafe                 | Összesen       | Összesen           | 75        | 4         | 3     | 0     | —        | —        | 8      | 0      | 0     | 0     | 86     | 4      |
| Brighton & Hove Albion | 2021–22        | Premier League     | 35        | 1         | 2     | 0     | 1        | 0        | —      | —      | —     | —     | 38     | 1      |
| Brighton & Hove Albion | Összesen       | Összesen           | 35        | 1         | 2     | 0     | 1        | 0        | 0      | 0      | 0     | 0     | 38     | 1      |
| Chelsea                | 2022–23        | Premier League     | 24        | 0         | 0     | 0     | 1        | 0        | 8      | 0      | —     | —     | 33     | 0      |
| Chelsea                | 2023–24        | Premier League     | 21        | 0         | 2     | 1     | 3        | 0        | —      | —      | —     | —     | 26     | 1      |
| Chelsea                | 2024–25        | Premier League     | 19        | 1         | 1     | 0     | 1        | 0        | 2      | 1      | 0     | 0     | 23     | 2      |
| Chelsea                | Összesen       | Összesen           | 64        | 1         | 3     | 1     | 5        | 0        | 10     | 1      | 0     | 0     | 82     | 3      |
| Teljes karrier         | Teljes karrier | Teljes karrier     | 253       | 8         | 11    | 2     | 6        | 0        | 17     | 1      | 6     | 0     | 293    | 11     |

Jegyzetek
1. ↑  Mérkőzése(i) a(z) Segunda División B play-offs-ban
2. ↑  Mérkőzése(i) a(z) Európa Ligában
3. ↑  Mérkőzése(i) a(z) Bajnokok Ligájában

### A válogatottban
2024. november 15-i állapot szerint
| Spanyolország | Spanyolország | Spanyolország |
| Év            | Mérk.         | Gólok         |
| ------------- | ------------- | ------------- |
| 2021          | 1             | 0             |
| 2024          | 12            | 0             |
| ÖSSZESEN      | 13            | 0             |

## Sikerei, díjai

### Klub

#### Barcelona
- Spanyol kupa (1): 2017–18

### Válogatott
Spanyolország U23
- Olimpia (1): 2020

Spanyolország
- Európa-bajnokság (1): 2024

### Egyéni
- Európa-bajnokság álomcsapata: 2024
- U17 Európa-bajnokság álomcsapata: 2015

### Közösségi platformok
- Marc Cucurella a Twitteren
- Marc Cucurella az Instagramon

### Egyéb weboldalak
- Marc Cucurella adatlapja Archiválva 2020. szeptember 30-i dátummal a Wayback Machine-ben a Getafe CF weboldalán (spanyolul)
- Marc Cucurella adatlapja a Transfermarkt oldalon (angolul)
- Marc Cucurella adatlapja a Soccerway oldalon (angolul)
- Adatlapja (német nyelven). fussballdaten.de
- Marc Cucurella adatlapja a worldfootball.net oldalon (angolul)